# Мокпхо
Мокпхо (кор. 목포) — портове місто у південнокорейській провінції Південна Чолла.

## Географія
Мокпхо — порт на східному узбережжі Жовтого моря. Розташований на південному заході провінції.

### Клімат
Місто знаходиться у зоні, котра характеризується вологим субтропічним кліматом. Найтепліший місяць — серпень із середньою температурою 26.7 °C (80 °F). Найхолодніший місяць — січень, із середньою температурою 2.2 °С (36 °F).
| Клімат Мокпхо           | Клімат Мокпхо | Клімат Мокпхо | Клімат Мокпхо | Клімат Мокпхо | Клімат Мокпхо | Клімат Мокпхо | Клімат Мокпхо | Клімат Мокпхо | Клімат Мокпхо | Клімат Мокпхо | Клімат Мокпхо | Клімат Мокпхо | Клімат Мокпхо |
| Показник                | Січ.          | Лют.          | Бер.          | Квіт.         | Трав.         | Черв.         | Лип.          | Серп.         | Вер.          | Жовт.         | Лист.         | Груд.         | Рік           |
| Абсолютний максимум, °C | 16            | 20            | 22            | 32            | 32            | 30            | 35            | 37            | 32            | 31            | 26            | 20            | 37            |
| Середній максимум, °C   | 5             | 6             | 11            | 16            | 21            | 24            | 27            | 29            | 25            | 21            | 14            | 8             | 17            |
| Середня температура, °C | 2             | 3             | 7             | 12            | 17            | 21            | 25            | 26            | 22            | 17            | 10            | 5             | 14            |
| Середній мінімум, °C    | −1            | 0             | 3             | 8             | 13            | 18            | 22            | 23            | 18            | 13            | 7             | 1             | 10            |
| Абсолютний мінімум, °C  | −11           | −10           | −6            | 0             | 7             | 12            | 16            | 17            | 10            | 3             | −3            | −11           | −11           |
| Норма опадів, мм        | 30            | 40            | 50            | 90            | 90            | 140           | 190           | 160           | 130           | 50            | 40            | 30            | 1100          |
| ----------------------- | ------------- | ------------- | ------------- | ------------- | ------------- | ------------- | ------------- | ------------- | ------------- | ------------- | ------------- | ------------- | ------------- |
| Джерело: Weatherbase    |               |               |               |               |               |               |               |               |               |               |               |               |               |